# Hercký rajón
Hercký rajón (ukrajinsky Герцаївський район) je bývalý rajón v Černovické oblasti na Ukrajině. Hlavním městem byla Herca a rajón měl přibližně 33 tisíc obyvatel. 

## Sídla v rajónu
- Herca